# Lettmann (Unternehmen)
Lettmann GmbH ist ein deutscher Hersteller von Kajaks, Kanadiern und Paddeln mit Sitz in Moers, Nordrhein-Westfalen.

## Geschichte
Der 1947 geborene Klaus Lettmann begann mit 15 Jahren im Kanusport und wurde 1963 Weltmeister in der Wildwasser-Abfahrt. Im selben Jahr baute er im eigenen Keller das erste Abfahrtskajak mit sogenannter „Schwedenform“ – der breiteste Punkt lag hinter dem Sitz und sorgte für bessere Stromlinienform.
1965 gründete er die „Firma Klaus Lettmann“ in Duisburg und entwickelte u. a. das Rennkajak „Sword“ und das Slalomboot „Slip“. Seit 1972 befindet sich der Unternehmenssitz im Moerser Gewerbegebiet an der Franz-Haniel-Straße. Lettmann war einer der ersten, der im Bootsbau mit Carbon und Kevlar arbeitete.
Seit 2004 wird das Unternehmen in zweiter Generation von Martina und Jochen Lettmann geleitet. Mit Michel Lettmann ist die dritte Generation in Entwicklung und Produktion tätig.

## Unternehmen
Die Lettmann GmbH produziert jährlich etwa 1500 Kajaks und Kanadier. Kajaks und Kanadier aus Polyethylen machen gut zwei Drittel der Produktion aus und werden vor allem in Deutschland, Österreich und der Schweiz verkauft. Die Boote werden über mehr als 60 Fachhändler in Europa, Nordamerika, Neuseeland und Japan vertrieben. Der Jahresumsatz liegt bei etwa 2,5 Millionen Euro.
Im internationalen Vergleich agiert das Unternehmen als mittelständischer Anbieter. Im Gegensatz zu großen Konzernen setzt Lettmann auf individuelle Serienfertigung, auf aktives Sportsponsoring wird weitgehend verzichtet.
2017 erhielt die Lettmann GmbH eine staatliche Innovationsförderung in Höhe von 272.080 Euro für die Entwicklung eines flexiblen PUR-Laminatsystems.

## Produkte

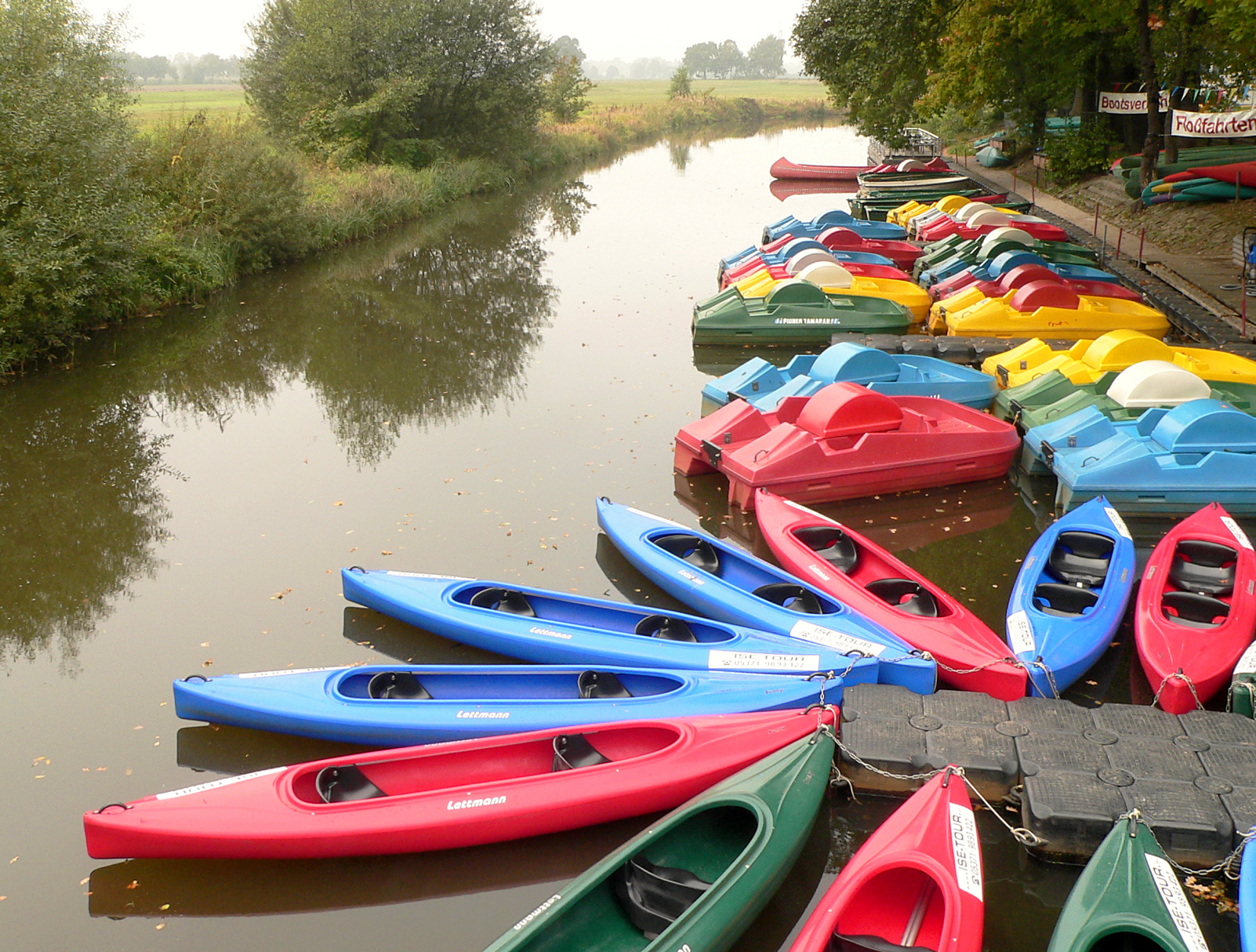
Am Ufer der Ise bei Gifhorn liegen mehrere Freizeitboote, darunter mehrere farbenfrohe Kajaks der Firma Lettmann.

Die Fertigung umfasst handlaminierte High-End-Boote, Hochleistungs-Paddel, Familienboote, Seekajaks, Wildwasserkajaks, rotomoldete Kajaks und Kanadier aus Polyethylen. Letztere bestehen aus einem PE-Sandwich mit Schaumeinlage. Alle Modelle können individuell konfiguriert werden.
Lettmann stellt „Ergonompaddel“ mit hydrodynamischem Profil her, die u. a. bei olympischen Rennen und Extrem-Wettbewerben wie der Sickline-WM zum Einsatz kommen. Das Unternehmen bietet Paddel mit einem Karbonanteil von bis zu 100 Prozent an. Die Fertigung erfolgt in Handarbeit.
Lettmann entwickelte technische Neuerungen im Kanu- und Paddelbau, darunter:
- die erste integrierte Expeditions-Steueranlage (1982)
- das erste ergonomisch geformte Paddel (1989), gemeinsam mit Sohn Jochen
- eine dreilagige Sandwich-Bauweise für Kanadier (ab 1983)
- moderne Seekajaks mit integrierter Steuer-Skeg-Kombination (ab 2001)

## Wettkampferfolge
Gründer Klaus Lettmann wurde 1963 Weltmeister. Sein Sohn Jochen Lettmann gewann bei den Olympischen Spielen 1992 in Barcelona Bronze im Kajak-Slalom und war mehrfach Deutscher Meister und Weltmeister in der Mannschaft. In Paris 2024 nutzten Athletinnen wie Paulina Paszek, Pauline Jagsch und Noah Hegge Boote und Paddel von Lettmann – letzterer gewann damit olympisches Bronze im Kajak-Cross.  Laut Medienberichten werden Lettmann-Paddel auch von internationalen Spitzenathleten wie Tom Liebscher oder Max Rendschmidt bei Weltcups und Olympischen Spielen verwendet.